# Firmin de Coquerel
Firmin de Coquerel est un homme d'Église et d'État français.

## Biographie
Doyen de l'Église de Paris, il fut chancelier de France de 1347 à 1349 et fut élu évêque de Noyon en 1348.

## Sources
- Louis Le Gendre, Nouvelle Histoire de France: depuis le commencement de la monarchie jusques à la mort de Louis XIII, 1718